# Thelotrema rhodothecium
Thelotrema rhodothecium är en lavart som beskrevs av Vain. 1915. Thelotrema rhodothecium ingår i släktet Thelotrema och familjen Thelotremataceae.   Inga underarter finns listade i Catalogue of Life.